# Dendre

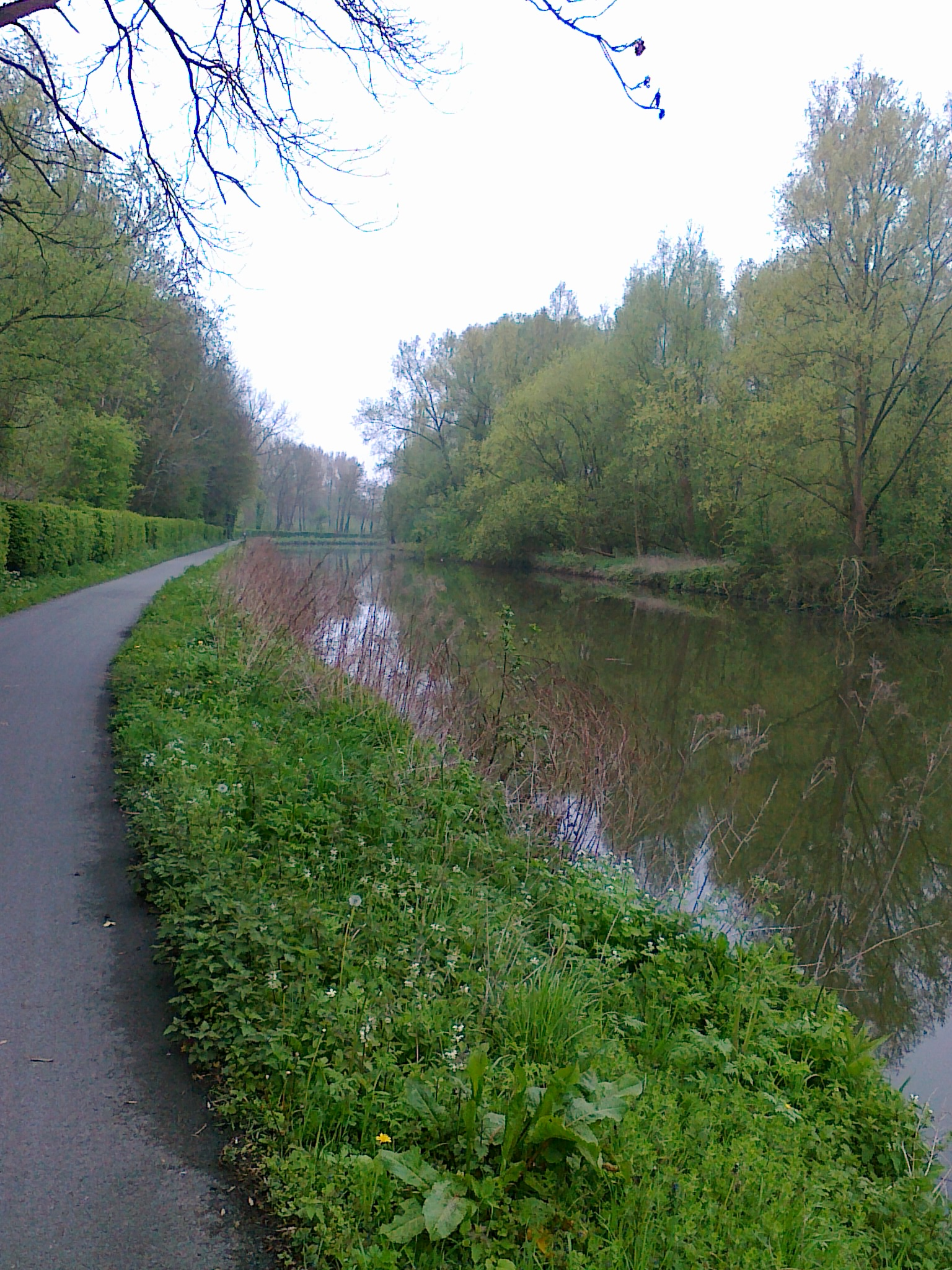
La Dentre ad Aalst

La Dendre (in neerlandese Dender) è un fiume del Belgio, tributario di destra della Schelda.

## Percorso
La Dendre nasce ad Ath, in Vallonia, dalla confluenza di due rami. Scorre per circa 65 km per poi sfociare nella Schelda presso la città di Dendermonde.
Bagna i centri di Geraardsbergen, Ninove, Denderleeuw e Aalst; interamente canalizzato, è oggi un corso d'acqua navigabile ed è sfruttata come via di comunicazione.